# Zizers
Zizers (Reto-Romaans: Zir of Zezras; Italiaans (verouderd): Zizure of Zizero) is een gemeente en plaats in het Zwitserse kanton Graubünden, en maakt deel uit van het district Landquart. Zizers telt 3064 inwoners.

## Overleden
- Xavier van Bourbon-Parma (1889-1977), hertog van Parma
- Zita van Bourbon-Parma (1892-1989), laatste keizerin van Oostenrijk